# Петухово (Кочёвский район)
Петухово — деревня в Кочёвском районе Пермского края. Входит в состав Пелымского сельского поселения. Располагается севернее районного центра, села Кочёво. Расстояние до районного центра составляет 11 км. По данным Всероссийской переписи населения 2010 года, в деревне проживало 89 человек (42 мужчины и 47 женщин).

## История
По данным на 1 июля 1963 года, в деревне проживал 201 человек. Деревня являлась административным центром Петуховского сельсовета.